# Palazzo De Horatiis
Il Palazzo De Horatiis è un edificio monumentale di Napoli ubicato in via Santa Maria di Costantinopoli 3 nel quartiere San Lorenzo.
Il palazzo, adiacente alla demolita Porta di Costantinopoli, è attribuito a Ferdinando Sanfelice che inizialmente voleva ergere un teatro. La sua costruzione comportò malumori dei monaci del soprastante convento di Sant'Aniello a Caponapoli che ottennero in compenso all'erezione dell'edificio la fruizione in comune del terrazzo.
Appartenne alla famiglia De Horatiis dei quali si ricordano un chirurgo, Cosimo De Horatiis, ed un botanico, Alessandro De Horatiis, vissuti nel XIX secolo. L'esterno è caratterizzato da una facciata sobria in stile neoclassico, con uno scalone che conduce al cortile e da qui al giardino coltivato a piante rare. All'interno si potevano ammirare la pinacoteca e la biblioteca dotata di pregevoli arredi d'epoca. Ancora oggi, comunque, nonostante i fasti dell'edificio siano alle spalle, vi sono ambienti con decorazioni d'epoca.
Tra il 2015 e il 2016 sono stati restaurati tutti i prospetti esterni dell'edificio.